# 해리스 알랜
해리스 앨런(Harris Allan, 1985년 2월 11일 ~ )은 캐나다의 배우이다.
리자이나에서 태어났다.

## 출연 작품
- 스펙타큘라! (2009년) - 에릭 역
- 파이널 데스티네이션 3 (2006년)
- 세상 끝의 집 (2004년)
- 콜드 스쿼드 (1998년) - 타일러 로스 역
- 돈 룩 다운 (1998년)

### 텔레비전
- 퀴어 애즈 포크 (2000년)
- 마스터즈 오브 호러 에피소드 4 - 제니퍼 (2005년)
- 마스터즈 오브 호러 시즌1 (2005년)
- 마스터즈 오브 호러